# Bell X1 (musikgrupp)
BellX1 är ett irländskt rockband från Celbridge, bildat 1999. Bandet består av Paul Noonan, David Geraghty, Dominic Philips och Brian Crosby.
Bandet har släppt de fyra albumen Niether Am I, Music in Mouth, Flock och "Blue Lights on the Runway". Killarna i bandet spelade tidigare tillsammans med singer/songwritern Damien Rice i bandet Juniper. Tillsammans skrev de bland annat låten "Volcano" som återfinns på både Damien Rices album O och BellX1:s album Neither Am I, dock i olika tappningar. 
Brian Crosby har arbetat tillsammans med Nina Persson från The Cardigans på The Cake Sale, en skiva som producerades till förmån för Fair Trade. Persson sjunger där sången "Black Winged Bird".

## Diskografi
- 2000 – Neither Am I
- 2003 – Music in Mouth
- 2005 – Flock
- 2007 – Tour De Flock (live)